# Ericoideae
Ericoideae Link, 1829 è una sottofamiglia di piante della famiglia delle Ericacee.

## Descrizione
La morfologia delle Ericoideae può essere molto diversa.

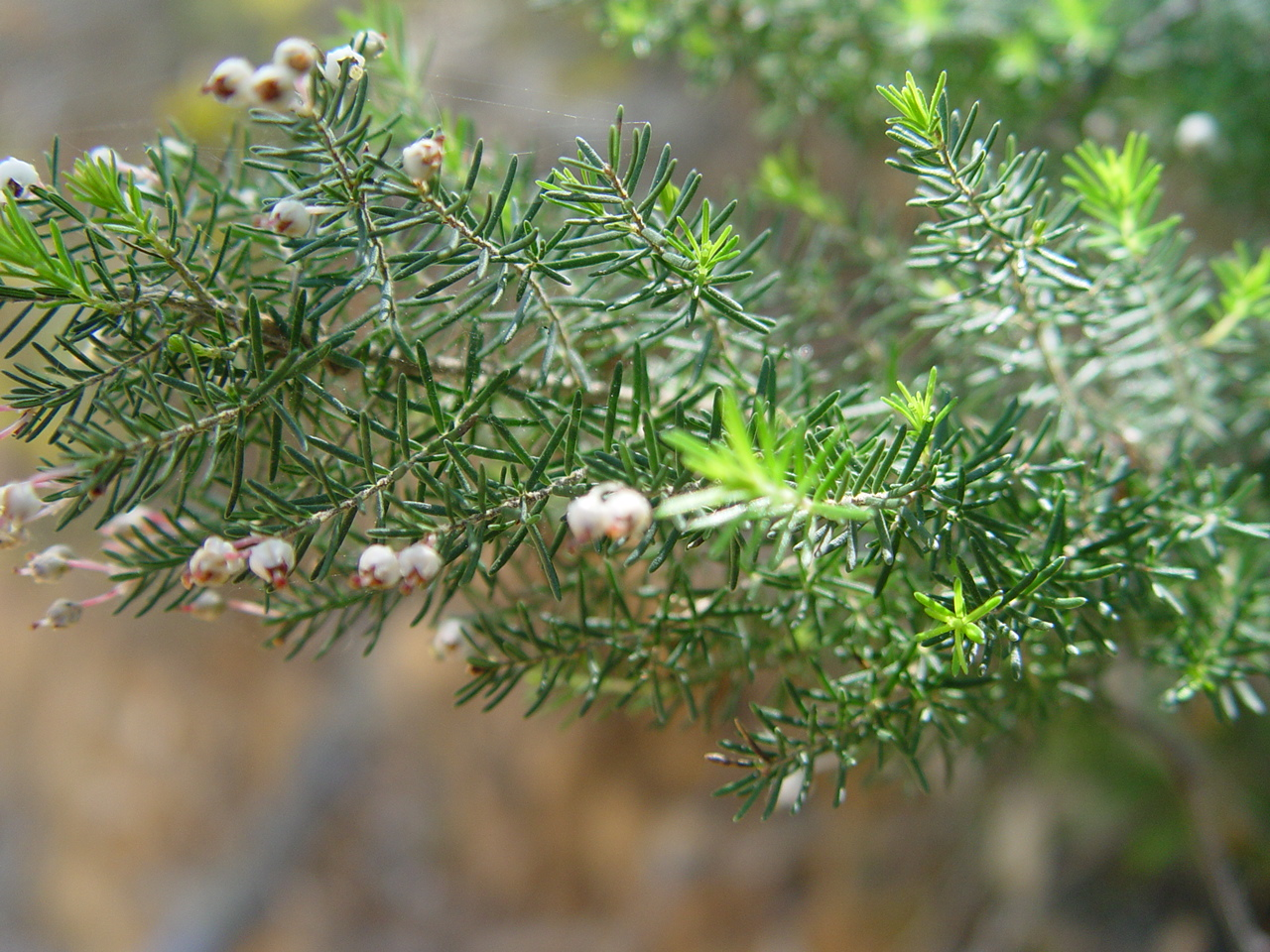
Foglie di Erica arborea

Le foglie possono essere piane o revolute, cioè con i margini arrotolati nel senso della lunghezza verso la pagina inferiore; la "foglia ericoide", aghiforme, tipica del genere Erica, è presente anche in molti altri generi della sottofamiglia.
La morfologia del fiore è anch'essa molto variabile: il fiore può avere corolla gamopetala, cioè con petali più o meno fusi, o polipetala, con petali nettamente distinti; la corolla presenta usualmente simmetria radiale (actinomorfa), ma molte specie possono avere simmetria bilaterale (p.es., Rhododendron); il calice può essere urceolato (ristretto all'orlo e rigonfio nel mezzo) o imbutiforme.

## Distribuzione e habitat
La sottofamiglia è presente in prevalenza nella fascia temperata dell'emisfero settentrionale, ma alcuni generi sono presenti anche nell'emisfero meridionale come Bejaria (ampiamente diffuso in Sud America), Ledothamnus (tipico dei tepui dell'altopiano della Guayana), Erica (con un centro di biodiversità in Sudafrica), Empetrum (con distribuzione amfipolare) e Rhododendron, presente con un gran numero di specie nel sud-est asiatico.

## Tassonomia
La sottofamiglia comprende 5 tribù e 16 generi:
- Tribù Bryantheae
  - Bryanthus S.G.Gmel.
  - Ledothamnus Meisn.
- Tribù Empetreae
  - Ceratiola Michx.
  - Corema D.Don
  - Empetrum Tourn. ex L.
- Tribù Ericeae
  - Calluna Salisb.
  - Daboecia D.Don
  - Erica Tourn. ex L.
- Tribù Phyllodoceae
  - Bejaria Mutis
  - Elliottia Muhl. ex Elliott
  - Epigaea L.
  - Kalmia L.
  - Kalmiopsis Rehder
  - Phyllodoce Salisb.
  - Rhodothamnus  Rchb.
- Tribù Rhodoreae
  - Rhododendron L.